# Horácio Schneider
Horácio Schneider (São Paulo, 15 de maio de 1948 – Fortaleza, 27 de setembro de 2018) foi um primatólogo, ornitólogo, geneticista, pesquisador e professor universitário brasileiro.
Comendador e Grande Oficial da Ordem Nacional do Mérito Científico e membro titular da Academia Brasileira de Ciências, Horácio foi vice-reitor, pró-reitor de planejamento e desenvolvimento, e professor titular aposentado da Universidade Federal do Pará.

## Biografia
Horácio nasceu na cidade de São Paulo, em 1948. Ainda criança, sua família se mudou para Franca, no interior, onde cursou o antigo primário. De volta à capital paulista, cursou o antigo ginásio no Ginásio Jabaquara, retornando então para Franca onde cursou o Científico no Instituto Estadual de Educação Torquato Caleiro.
Ingressou na graduação em Ciências Biológicas pela Universidade Federal do Pará, em 1970. Em 1976, concluiu o mestrado em biologia molecular pela Universidade Federal do Rio Grande do Sul (UFRGS), onde também fez o doutorado, sob a mesma orientação de Francisco Mauro Salzano. Professor titular da Universidade Federal do Pará desde 1977, exerceu vários cargos administrativos na instituição, sendo o último deles pró-reitor de Relações Internacionais. Foi também diretor Instituto de Estudos Costeiros do Campus de Bragança da UFPA.
Realizou três estágios de pós-doutorado. De 1990 a 1991, na Universidade Stanford, em 2005, pela Universidade de Nebraska-Lincoln e entre 2013 e 2014 pela Leibniz-Zentrum für Marine, em Bremen, na Alemanha, todos na área de ciências biológicas. Em 1998, Horácio se transferiu do campus de Belém da UFPA para o campus de Bragança, onde foi coordenador até 2001. Foi coordenador do Convênio de Cooperação Internacional MADAM Brasil\Alemanha para estudos sobre Manejo e Dinâmica de Manguezais. Ainda no campus de Bragança, criou os cursos de Licenciatura e Bacharelado em Ciências Biológicas com ênfase em Biologia Costeira, e o de Mestrado em Biologia Ambiental (ecossistemas costeiros e estuarinos).
Na época de sua morte, era o presidente da Sociedade Brasileira de Genética, membro do Conselho da Secretaria de Ciência e Tecnologia do Estado do Pará, representando a Sociedade Brasileira para o Progresso da Ciência, membro da comissão de especialistas em Primatas da União Internacional para a Conservação da Natureza e membro titular de Comissão Multidisciplinar de Assessoramento do CNPq.
Em 2021 uma nova espécie de sagui do gênero Mico foi nomeada como M. schneideri em sua homenagem.

## Morte
Horácio estava internado em um hospital em Fortaleza para tratamento de saúde e morreu em 27 de setembro de 2018, aos 70 anos. Seu corpo foi traslado para Belém, onde foi velado no Memorial Max Domini.

## Publicações selecionadas
- SAINT-PAUL, U.; SCHNEIDER, HORACIO (Org.). Mangrove Dynamics and Management in North Brazil. 1. ed. Heildelberg: Springer Verlag, 2010. v. 1. 400p.
- SCHNEIDER, H.. Métodos de análise Filogenética - Um guia prático - 3 Edição. 3. ed. Ribeirão Preto: SBG & Hollos, 2007. v. 1. 200p.
- FERRARI, S. F. ; SCHNEIDER, H. . A Primatologia no Brasil. Belém: Editora Universitária, 1997. v. 5. 364p.